# Bockwitz (Colditz)
Bockwitz ist seit 2011 ein Ortsteil der Stadt Colditz im Landkreis Leipzig in Sachsen, zuvor war der Ort ein Ortsteil von Zschadraß.

## Lage und Erreichbarkeit
Bockwitz liegt ca. 6 km östlich der Stadt Colditz und ist über die B 176 und die K7594 (Bockwitzer Hauptstraße) direkt mit ihr verbunden.

## Geschichte
1215 schenkten die Herren von Colditz dem Kloster Buch zwei talenta in ihrem Dorf Bockwitz. Die Urkunde ist sehr schlecht lesbar. Es existieren noch zwei weitere, allerdings undatierte Urkunden der Herren von Colditz. In der ersten übertrugen sie dem Kloster das ganze Dorf Bukewiz, mit der Verpflichtung, zwei talenta für ein servitium zu verwenden. In der anderen übertrug allein Thiemo von Colditz dem Kloster 2 weitere Hufen in Bukewiz. In dieser Urkunde wird allerdings gesagt, dass der Bruder Dietrich schon im Kloster bestattet worden ist und auch der Vater dort bestattet werden will. Der einzige Dietrich unter den Herren von Colditz, der dafür in Frage kommt, ist 1215 gestorben. Die Herren von Colditz hatten sich also das Kloster für ihre Familien-Grablege ausgesucht. Auch das Servitium, im Allgemeinen eine Zusatzmahlzeit für die Mönche in Anerkennung ihrer Dienste bei dem Totengedächtnis, weist ebenfalls in diese Richtung.
1548 nennt das Amtserbbuch von Kloster Buch zu Bockwitz „12 besessene Mann, darunter 8 Pferdner, davon sind 11 dem Kloster Buch und 1 Mann dem Amt Colditz lehen- und zinsbar“ mit 12¾ Hufen. 
Obergericht und Erbgericht lagen beim Kloster.
Am 1. Januar 1952 wurde die bis dahin eigenständige Gemeinde Meuselwitz eingegliedert.
Die eigenständige Gemeinde gliederte sich 1991 der Gemeinde Zschadraß an und gehört mit dieser seit dem 1. Januar 2011 zu Colditz.